# Festival de la Cueva de Nerja
El festival de la cueva de Nerja es un festival de danza y música clásica celebrado en Nerja, en la provincia de Málaga, España.
El festival se celebra dentro de la cueva de Nerja desde 1960, año en que se representó El lago de los cisnes, que fue la primera vez en la historia de la danza que se interpretaba una obra de ballet clásico en el interior de una gruta. Desde entonces han pasado por el festival artistas como José Carreras, Ainhoa Arteta, Monserrat Caballé, Joaquín Cortés y Antonio Canales, así como numerosas orquestas y ballets. En el año 2019 se llevó a cabo el 60 Festival. 